# Forges de Forgeneuve
Les forges de Forgeneuve se trouvent à Coulanges-lès-Nevers dans le département de la Nièvre.

## Localisation
Les forges sont situées en rive droite de la Nièvre, à l'est de la localité.

## Historique
Active jusqu’au XVe siècle, la forge médiévale est réactivée vers 1640 par la famille Pinet des Écots puis utilisée pour les expériences de Badaud de la Chaussade, créateur des forges royales de Guérigny.
Après la Révolution elle fabrique des lames d’acier puis du fer blanc à partir 1815 et usine de petites pièces d'acier à partir de 1846. Il ne reste que 30 ouvriers en 1856 et la forge est fermée en 1878. Abandonnée, elle n'est restaurée par son nouveau propriétaire qu'à la fin du XXe siècle[source insuffisante].

## Jardin de Forgeneuve
Le parc intègre les bâtiments de l'ancienne forge et son réseau hydraulique alimenté par la Nièvre. Les bâtiments qui n'ont pas été modifiés depuis le XVIIIe siècle sont un exemple de forge moyenne avant l'ère industrielle. La maison de maître, construite en 1840 présente les caractéristiques d'une demeure de l'époque Louis Philippe. 
Les façades et les toitures de la halle, de son annexe, du logement des ouvriers, le pont-dormant, les murs du bief et le portail d'entrée sont inscrits par arrêté du 14 mars 1990 
Les façades et les toitures de la maison du maître de forges ainsi que le parc sont inscrits par arrêté du 16 mai 2008.
 